# Cantone di Saint-Julien-en-Genevois
Il Cantone di Saint-Julien-en-Genevois è un cantone francese dell'arrondissement di Saint-Julien-en-Genevois.
A seguito della riforma approvata con decreto del 13 febbraio 2014, che ha avuto attuazione dopo le elezioni dipartimentali del 2015, è passato da 17 a 40 comuni.

## Composizione
I 17 comuni facenti parte prima della riforma del 2014 erano:
- Archamps
- Beaumont
- Bossey
- Chênex
- Chevrier
- Collonges-sous-Salève
- Dingy-en-Vuache
- Feigères
- Jonzier-Épagny
- Neydens
- Présilly
- Saint-Julien-en-Genevois
- Savigny
- Valleiry
- Vers
- Viry
- Vulbens

Dal 2015 i comuni appartenenti al cantone sono i seguenti 40:
- Archamps
- Bassy
- Beaumont
- Bossey
- Challonges
- Chaumont
- Chavannaz
- Chêne-en-Semine
- Chênex
- Chessenaz
- Chevrier
- Chilly
- Clarafond-Arcine
- Clermont
- Collonges-sous-Salève
- Contamine-Sarzin
- Desingy
- Dingy-en-Vuache
- Droisy
- Éloise
- Feigères
- Franclens
- Frangy
- Jonzier-Épagny
- Marlioz
- Menthonnex-sous-Clermont
- Minzier
- Musièges
- Neydens
- Présilly
- Saint-Germain-sur-Rhône
- Saint-Julien-en-Genevois
- Savigny
- Seyssel
- Usinens
- Valleiry
- Vanzy
- Vers
- Viry
- Vulbens